# سمير موسوي
سمير موسوي هو منافس ألعاب قوى جزائري، ولد في 15 مايو 1975.

## وصلات خارجية
- سمير موسوي على موقع الاتحاد الدولي لألعاب القوى (الإنجليزية)
- سمير موسوي على موقع أوليمبيديا (الإنجليزية)